# Azory
Azory jsou jednou ze dvou autonomních oblastí Portugalska. Tou druhou je ostrov Madeira. Azory jsou souostroví skládající se z devíti sopečných ostrovů a řady malých ostrůvků. Leží v oblasti Makaronésie v severním Atlantském oceánu přibližně 1500 km od Lisabonu a asi 3900 km od východního pobřeží Severní Ameriky. Jde o významnou turistickou oblast. Nacházejí se zde 2 lokality zapsané na seznamu světového kulturního dědictví UNESCO: město Angra do Heroísmo a vinařská kulturní krajina na ostrově Pico. Souostroví patří mezi „nejvzdálenější regiony“ Evropské unie. Ostrovy mají velký dopravní význam – leží na námořní trase z Evropy do Ameriky. Na každém z 9 ostrovů je letiště, avšak některé z nich jsou polní. Hlavním a mezinárodním letištěm je João Paulo II na ostrově São Miguel. Na ostrovech se také nachází stanice podmořských kabelů.

## Etymologie
Na původu pojmenování ostrovů není shoda. Dle nejtradičnější teorie vychází z portugalského slova açor, „jestřáb“. Tyto dravce prý první objevitelé spatřili létat nad ostrovy. Na ostrovech však nežijí a není jasné, jestli tam opravdu někdy žili.

## Historie
Ostrovy znali již starověcí Féničané, od začátku 14. století Janované a v roce 1453 je (neobydlené) obsadili Portugalci.
Azory údajně objevil v roce 1427 kapitán Gonçalo Velho, který se plavil ve službách prince Jindřicha Mořeplavce. Portugalci ostrovy prozkoumali a prohlásili je za Portugalsko. Gonçalo Velho se pak s pomocí svých krajanů plavil na ostrovy a zakládal tam kolonie, nejprve na ostrově Santa Maria a poté na São Miguel. Noví osadníci stavěli domy, zakládali vesnice a čistili křoví a skály, aby mohli pěstovat obilí, vinnou révu, cukrovou třtinu a další rostliny. Přivezli domácí zvířata, jako slepice, králíky, skot, ovce, kozy a prasata.
V roce 1490 žilo na ostrovech Terceira, Pico, Faial, São Jorge a Flores 2000 Vlámů. Protože tam byla tak velká vlámská osada, Azory se v té době staly známými jako Vlámské ostrovy nebo Flandry. Za toto vlámské osídlení byl zodpovědný princ Jindřich Mořeplavec, který povolil některým Vlámům usadit se na Azorech.
V 1522, byla města Vila Franca do Campo a hlavní město São Miguel zpustošena zemětřesením a sesuvem půdy, který zabil asi 5000 lidí. Hlavním městem se stalo Ponta Delgada. Město Vila Franca do Campo bylo přestavěno a dnes je prosperujícím rybářským a jachtařským přístavem. Ponta Delgada získala status města v roce 1546.
Po smrti portugalského kardinála-krále Jindřicha v roce 1580 se dostal na portugalský trůn španělský král Filip II., který vyslal svou flotilu, aby vyčistila Azory od odpůrců jeho vlády. Španělsko drželo Azory od roku 1580 do roku 1642. Poté se ostrovy dostaly zpět pod vládu Portugalska.
Během Anglo-španělské války v roce 1589 byly ostrovy vypleněny Angličany. Hlavní město bylo vypáleno. Koncem 16. století byly Azory přelidněné. V reakci na následné ekonomické problémy emigrovali někteří lidé z Azor do Spojených států, Kanady a Brazílie.
V roce 1902 začala lodní doprava mezi americkým Bostonem a Itálií přes Azory a Gibraltar. Služba skončila v roce 1921 a za celou dobu, od roku 1902, bylo přepraveno asi 58 000 azorských Portugalců.
V roce 1943, za druhé světové války, pronajal portugalský vládce António de Oliveira Salazar portugalské letecké a námořní základny na Azorech Velké Británii. To pomohlo Britům a Američanům chránit konvoje a přepadat nepřátelské německé ponorky.V roce 1945 byla na ostrově Terceira postavena nová letecká základna s názvem Lajes Field. Tuto leteckou základnu využívají společně Američané a Portugalci. Lajes Field používají pro tankování americká nákladní letadla směřujících do Evropy, Afriky a na Střední východ. Americké námořnictvo má také v přístavu Praia da Vitória, asi tři km od Lajes Field malou eskadru svých lodí.

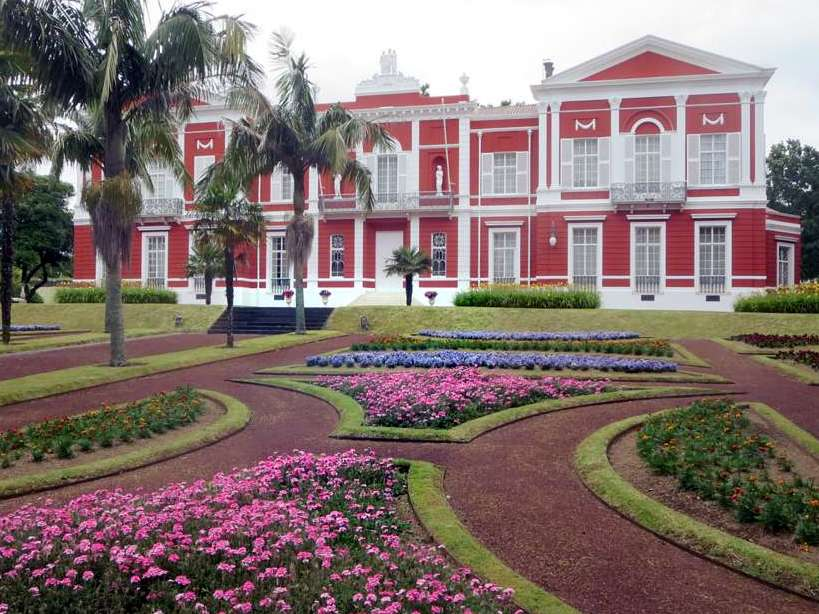
Palác Sant´Ana v Ponta Delgada - sídlo vlády Azor

V roce 1976 se Azory staly jednou z autonomních oblastí Portugalska (Região Autónoma dos Açores). Mají vlastní vládu a autonomní legislativu v rámci vlastního politicko-správního uspořádání. Ostrovy nemají nezávislé právní postavení, s výjimkou volebního práva. Tak jako celé Portugalsko jsou Azory součástí Evropské unie a Schengenského prostoru. Jsou také v celní unii Evropské unie.

## Symboly

### Vlajka
Azorská vlajka je tvořena listem o poměru stran 2:3 se dvěma svislými pruhy, modrým a bílým, o poměru šířek 2:5. Přes dělicí linii pruhů je zobrazen stylizovaný letící žlutý jestřáb. Nad ním je v půlkruhu devět žlutých, pěticípých hvězd. Při horním rohu je umístěn štít portugalského státního znaku.

### Hymna
Azorská hymna je píseň Hino dos Açores. Text hymny napsala Natália Correia, původní hudbu složil Joaquim Lima a upravil Teófilo Frazão.

## Geografie
Ostrovy souostroví vznikly vulkanickou a seismickou činností během období neogenu. Krajina je zde pestrá a zajímavá, s kráterovými jezery.
Souostroví je tvořeno devíti obydlenými ostrovy: São Miguel (největší), Pico, Terceira, São Jorge, Faial, Flores, Santa María, Graciosa a Corvo. Jsou součástí Středoatlantského hřbetu – včetně podmořské části jsou vysoké 4000 metrů, pobřeží je strmé. Z geologického hlediska se Azory nacházejí nad aktivním trojitým spojením tří hlavních světových tektonických desek (Severoamerická deska, Euroasijská deska a Africká deska). Od počátku osídlení ostrovů, kolem 15. století, bylo registrováno 28 sopečných erupcí (15 pozemských a 13 podmořských). Ostrůvky se téměř stále slabě otřásají. Poslední významná sopečná erupce, sopka Capelinhos ( Vulcão dos Capelinhos ), nastala u pobřeží ostrova Faial v roce 1957. K poslední vulkanické činnosti došlo v podmořských horách a podmořských sopkách u pobřeží Serrety a v průlivu Pico-São Jorge. Region byl centrem intenzivní seismické aktivity. Seismické události jsou obvykle nízké až střední intenzity. Nejsilnější zemětřesení bylo zaregistrováno v roce 1757 poblíž Calhety na ostrově São Jorge, které přesáhlo 7 stupňů Richterovy stupnice. Další zemětřesení bylo na ostrově Terciéra v roce 1980. Město Algar do Heroismo bylo téměř zničeno, avšak bylo postaveno znovu. Na Terciéře se nachází zajímavá vulkanická jeskyně Algar do Arvao, která je zpřístupněna tunelem a soustavou schodišť. Na ostrově Sao Miguel vyvěrají ze země na mnoha místech horké prameny. Na zahradě Terra Nostra v Sao Miguel je termální koupaliště s železitou hořčicově zbarvenou vodou. Na Sao Miguel najdeme také obrovské strmé kaldery, vzniklé propadem vrcholu sopky do vyprázdněného kráteru. Nejvyšší horou souostroví je Ponta do Pico (2351 m n. m.), která je i nejvyšší horou celého Portugalska. 
Podnebí východní skupiny ostrovů (São Miguel a Santa Maria ) je obvykle klasifikováno jako středomořské, zatímco střední a západní skupina (zejména Flores a Corvo) je vlhčí - subtropická a celkově deštivější kvůli účinkům Golfského proudu. Vládne zde mořské subtropické podnebí, se silnými větry. Vlivem Golfského proudu tu nejsou velké teplotní výkyvy, v létě se teplota pohybuje kolem 23 °C a v zimě klesá k 16 °C. Ani teplota vody nepodléhá větším změnám, osciluje mezi 17 °C a 24 °C.
Na Azorských ostrovech byly vyhlášeny celkem 4 biosférické rezervace (stav v 02/2020) - Fajãs de São Jorge, Corvo, Flores a Graciosa.

### Přehled ostrovů
| Ostrov      | Rozloha (km²) | Populace (2011) | Nejvýznamnější obce    | Obce (portugalsky concelho)                                                    | Lokalizace                       |
| ----------- | ------------- | --------------- | ---------------------- | ------------------------------------------------------------------------------ | -------------------------------- |
| Flores      | 143           | 3 793           | Santa Cruz das Flores  | Lajes das Flores, Santa Cruz das Flores                                        | 39°26′24″ s. š., 31°12′21″ z. d. |
| Corvo       | 17            | 430             | Vila do Corvo          | Vila do Corvo                                                                  | 39°41′58″ s. š., 31°6′22″ z. d.  |
| Terceira    | 403           | 56 437          | Angra do Heroísmo      | Angra do Heroísmo a Praia da Vitória                                           | 38°43′13″ s. š., 27°12′39″ z. d. |
| Graciosa    | 62            | 4 391           | Santa Cruz da Graciosa | Santa Cruz da Graciosa                                                         | 39°3′5″ s. š., 28°0′33″ z. d.    |
| São Jorge   | 246           | 9 171           | Velas                  | Calheta, Velas                                                                 | 38°38′34″ s. š., 28°1′43″ z. d.  |
| Pico        | 446           | 14 148          | Madalena               | Lajes do Pico, Madalena, São Roque do Pico                                     | 38°27′54″ s. š., 28°19′10″ z. d. |
| Faial       | 173           | 14 994          | Horta                  | Horta                                                                          | 38°34′22″ s. š., 28°41′36″ z. d. |
| Santa Maria | 97            | 5 552           | Vila do Porto          | Vila do Porto                                                                  | 36°58′35″ s. š., 25°6′4″ z. d.   |
| São Miguel  | 759           | 137 856         | Ponta Delgada          | Lagoa, Nordeste, Ponta Delgada, Povoação, Ribeira Grande, Vila Franca do Campo | 37°46′58″ s. š., 25°29′6″ z. d.  |

### Popis ostrovů
Každý z ostrovů je něčím jedinečný:
- Corvo – nejmenší ostrov, kde je kráter po velké erupci Pliniů, je spolu se sousedním Flores důležitá ptačí oblast (IBA)
- Flores – drsný ostrov s mnoha údolími a srázy
- Faial, nazývaný "Modrý ostrov" je charakteristický sopkou Capelinhos a kalderou (Vulkán Caldeira)
- Pico – přezdívaný "Černý ostrov", je zde nejvyšší hora na Azorských ostrovech a v kontinentálním Portugalsku Mount Pico vysoká 2351 m.
- Graciosa je sopečný ostrov, přezdívaný "Bílý" – jeho krajině dominuje kaldera široká 1,6 km
- São Jorge – dlouhý štíhlý ostrov s vysokými útesy, který vznikal po tisíce let z puklinových erupcí
- Terceira – téměř kruhový ostrov je místem, kde se nachází jeden z největších kráterů v regionu
- São Miguel – největší ostrov, přezdívaný "Zelený", je posetý mnoha velkými krátery
- Santa Maria – nejstarší ostrov zvaný "Slunečný" – je známý svými bílými a hnědými písečnými plážemi a suchým teplým počasím.

## Fauna a flora
Vlhké subtropické klima svědčí různým druhům rostlin, nejvíce se zde však daří hortenziím, které rostou téměř všude. Nejedná se o původní květinu. Dostala se sem asi z Asie, ale přesto se stala symbolem těchto ostrovů.
Na ostrovech se vyskytuje mnoho endemických druhů rostlin a zvířat. Většina (75 %) těchto endemitů jsou členovci a měkkýši. Na Azorech se pravidelně vyskytují nové druhy (např. kolem roku 2013 bylo objeveno 30 různých nových druhů suchozemských plžů). Vegetace ostrovů se kolonizací velmi změnila. Velká část dřevin v posledních 600 letech zmizela kvůli těžbě dřeva na nářadí, budovy, lodě, palivové dřevo atd. a kvůli uvolnění půdy pro zemědělství. Ochránci přírody však úspěšně znovuzalesnili některé části Azor původní vegetací vavřínového lesa (laurissilva).
Azory mají nejméně dva endemické druhy ptáků. Je to hýl azorský neboli Priolo, který žije v horách na východním konci ostrova São Miguel, který je klasifikován organizací BirdLife International jako ohrožený a dále buřňák Monteiroův, popsaný vědci teprve v roce 2008. Ostrůvky Formigas (portugalské slovo pro „mravenci“), včetně oblasti známé jako Dollabaratský útes, mají prostředí vhodné pro živočichy jako jsou černé korály a manty, různé druhy žraloků, velryb a mořských želv. Do Azorského mořského parku (který má plochu přibližně 900 000 km,2 bylo přidáno sedmnáct nových mořských rezervací se zvláštním statutem ochrany. V horkých pramenech na ostrově São Miguel jsou pozoruhodná místa, kde se vyskytují extremofilní mikroorganismy.

## Obyvatelstvo, kultura

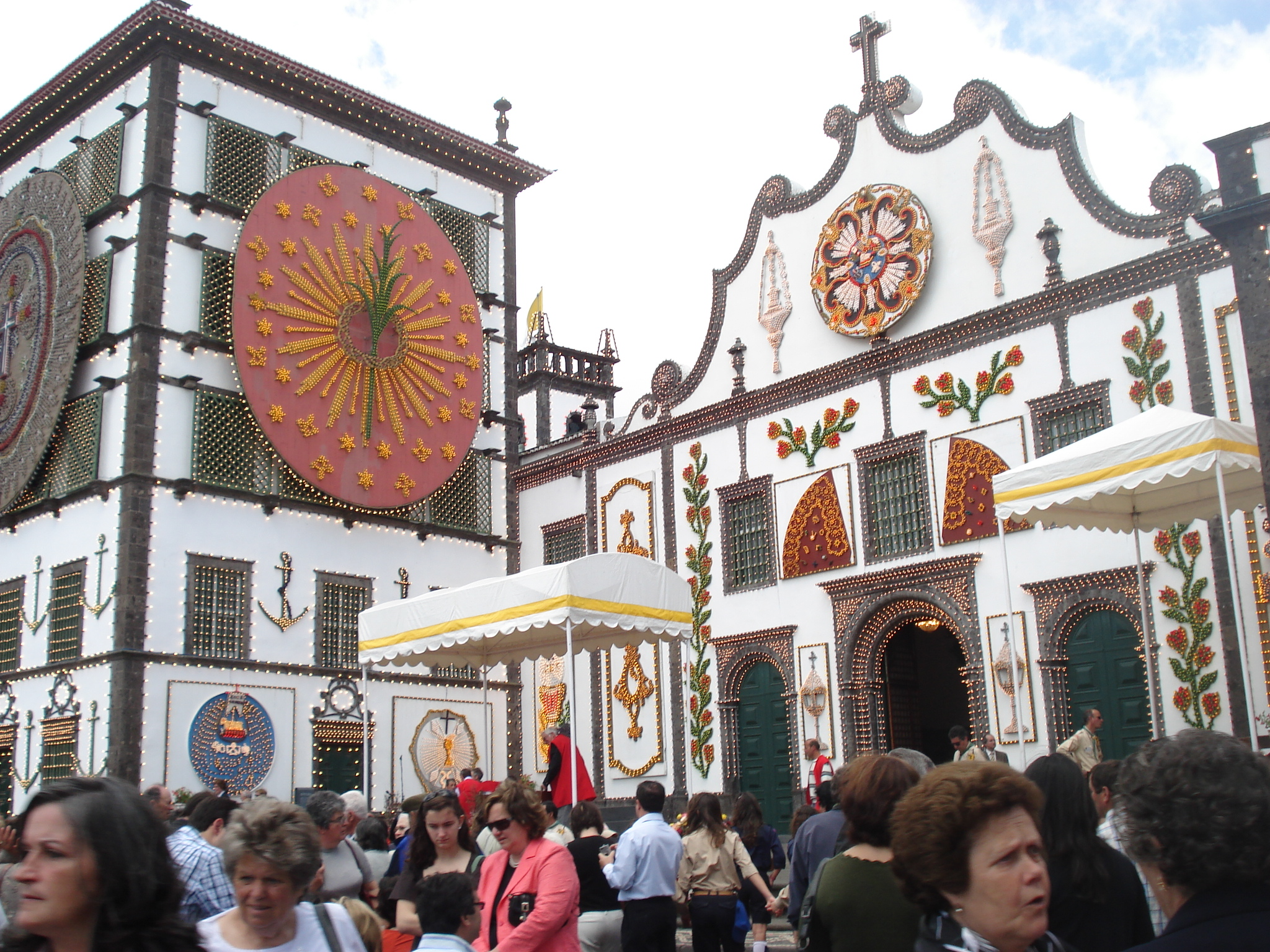
Procesí na slavnosti Svatého Krista Pána zázraků

Na počátku 15. století byly Azory neobydlené. Osídlování začalo v roce 1439 přistěhovalci z pevninského Portugalska a Španělska, sefardskými Židy, Maury, Italy, Vlámy a Afričany z Guineje, Kapverd a Svatého Tomáše a Princova ostrova. Počínaje 17. stoletím emigrovalo mnoho Azorských obyvatel do Brazílie, Uruguaye, Spojených států a Kanady. Na počátku 21. století bylo Portugalsko v recesi, hlavně v letech 2011 až 2013. To mělo za následek vysokou míru nezaměstnanosti na pevnině i na Azorech a také to vedlo k nárůstu emigrace z Azor.
Většina obyvatel je římskokatolického vyznání. V průběhu roku se na Azorech konají náboženské slavnosti a festivaly, jako např. Festival Svatého Krista Pána zázraků ( Senhor Santo Cristo dos Milagres ) v Ponta Delgada, který je největší individuální náboženskou událostí na Azorských ostrovech. Koná se v neděli Rogation (Neděle proseb) v 5. neděli po velikonocích. Na Azorech se též koná karneval.

## Ekonomika
Nejvíce obyvatel je zaměstnáno ve službách, v zemědělství, rybolovu a cestovním ruchu. Na ostrovech není masový turismus. Vláda se snaží o udržitelný rozvoj a zavedla různá opatření na ochranu svých přírodních, kulturních a historických zdrojů. 
Pěstuje se hlavně ovoce a vinná réva, dále čaj, tabák a zelenina, vyváží se zejména víno a ryby. Pro pěstování vinné révy se ukázal jako nejvhodnějí ostrov Pico, dříve pokládaný za neúrodný. Čaj se pěstuje hlavně na San Miguelu. V roce 2023 činil HDP na Azorech 5,4 miliardy EUR, s HDP na obyvatele 22 346 EUR, což je 88 % průměru Portugalska a 59 % průměru EU27.

## Galerie

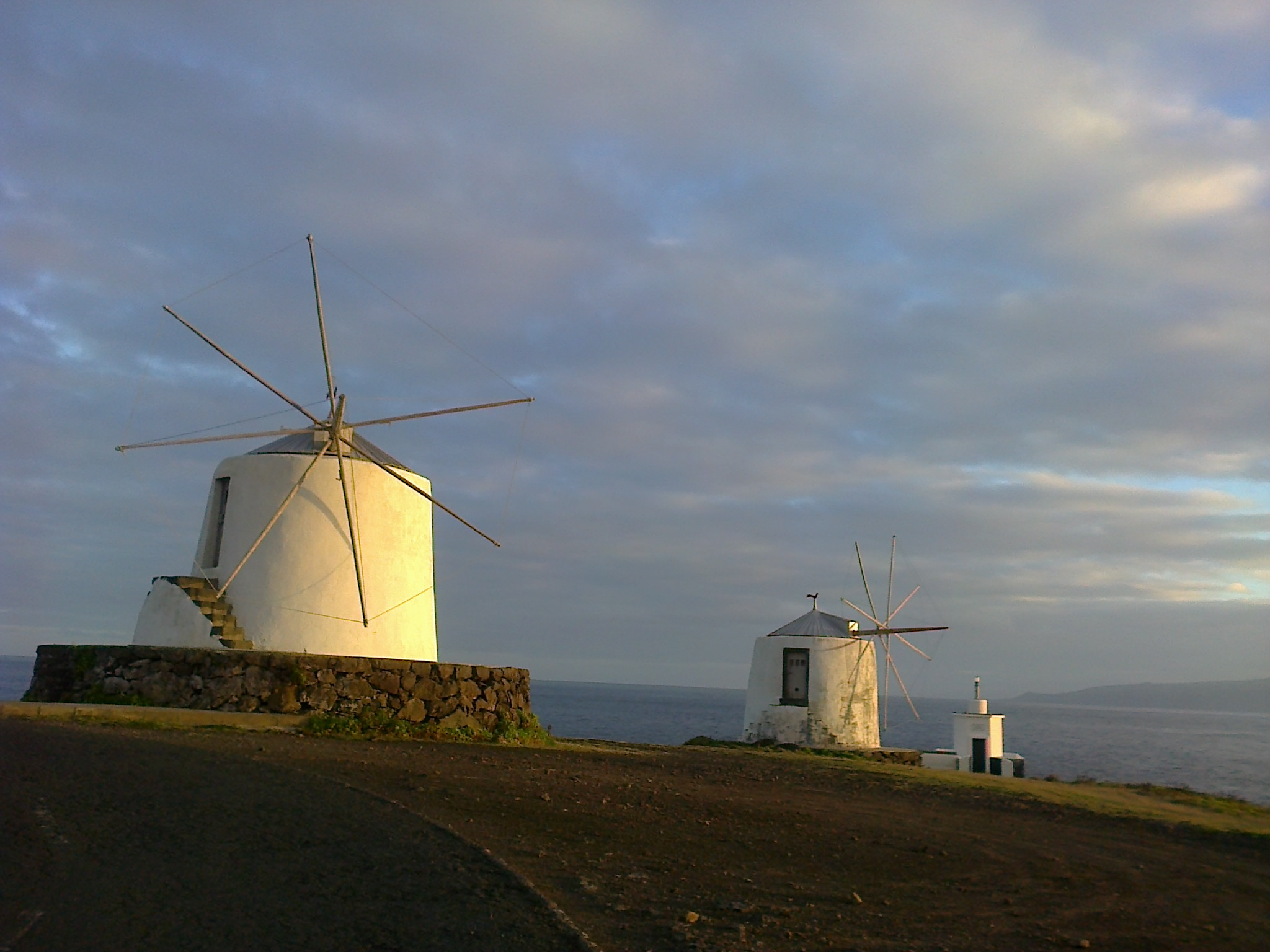
Větrné mlýny u Vila do Corvo
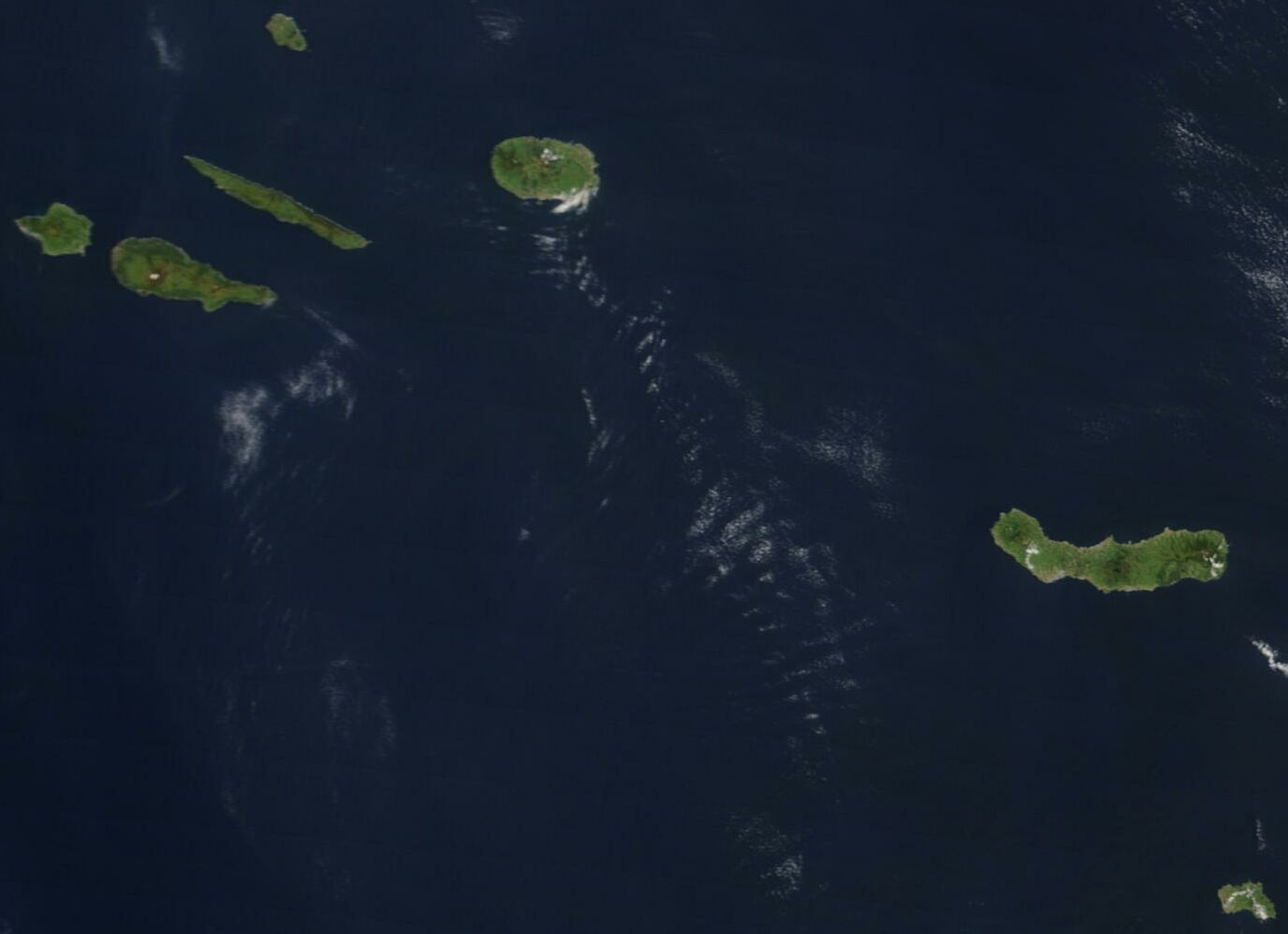
Satelitní snímek souostroví
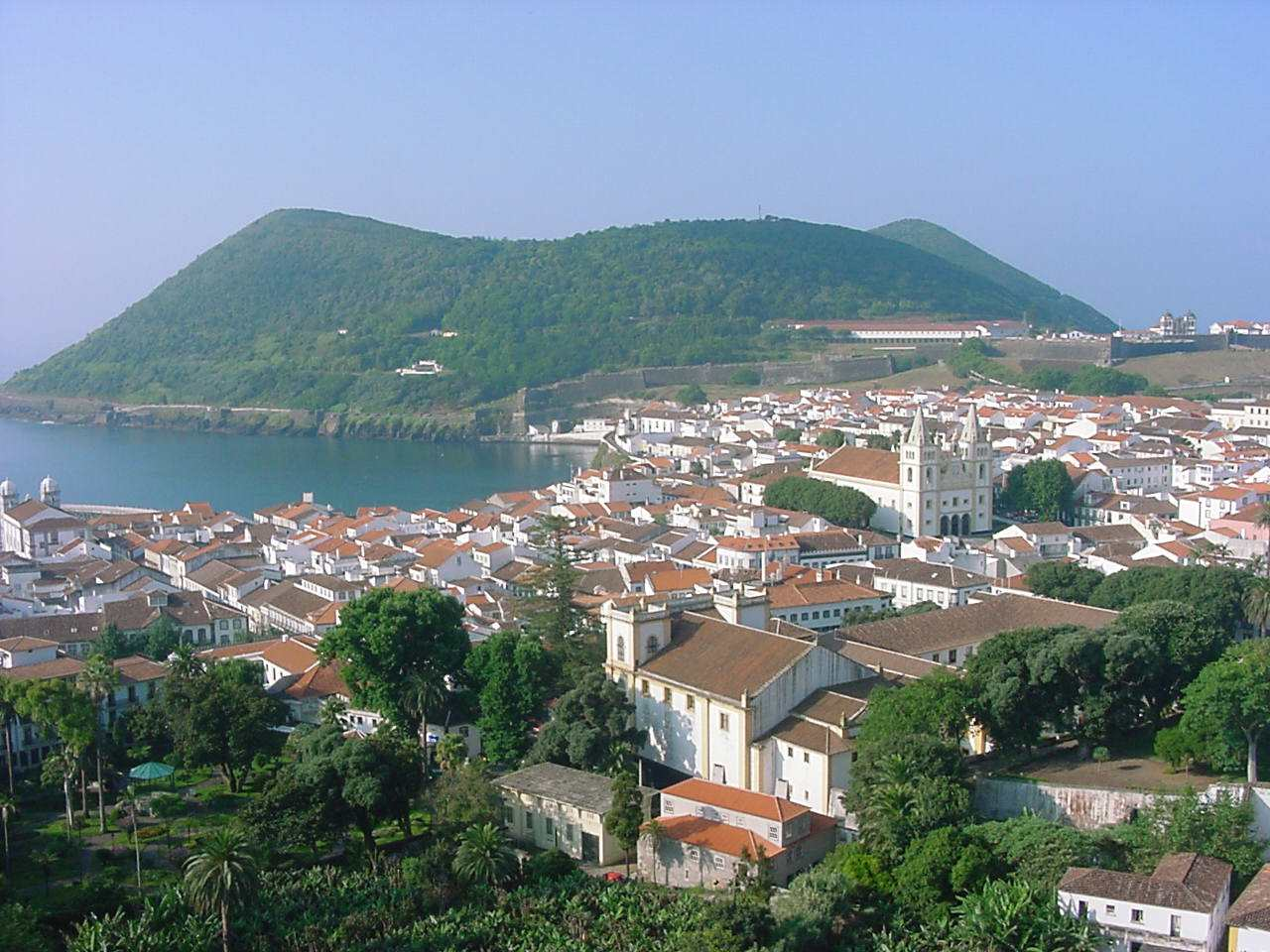
Angra do Heroísmo
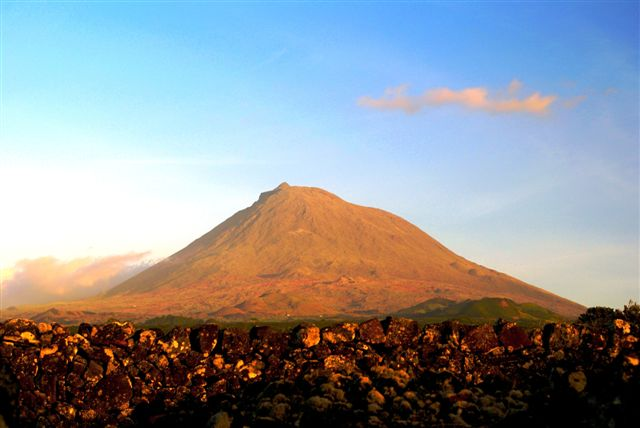
Ponta do Pico
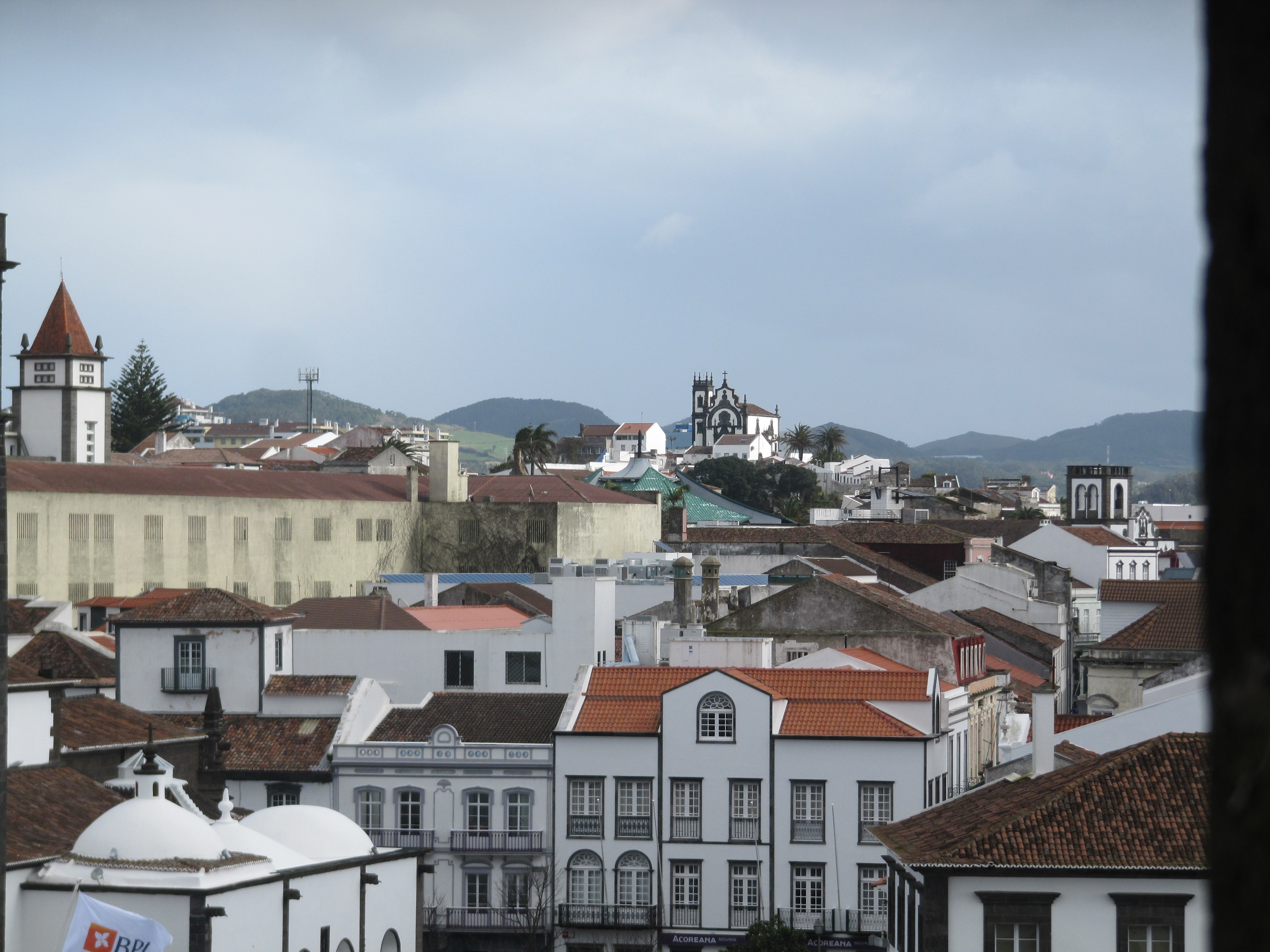
Ponta Delgada
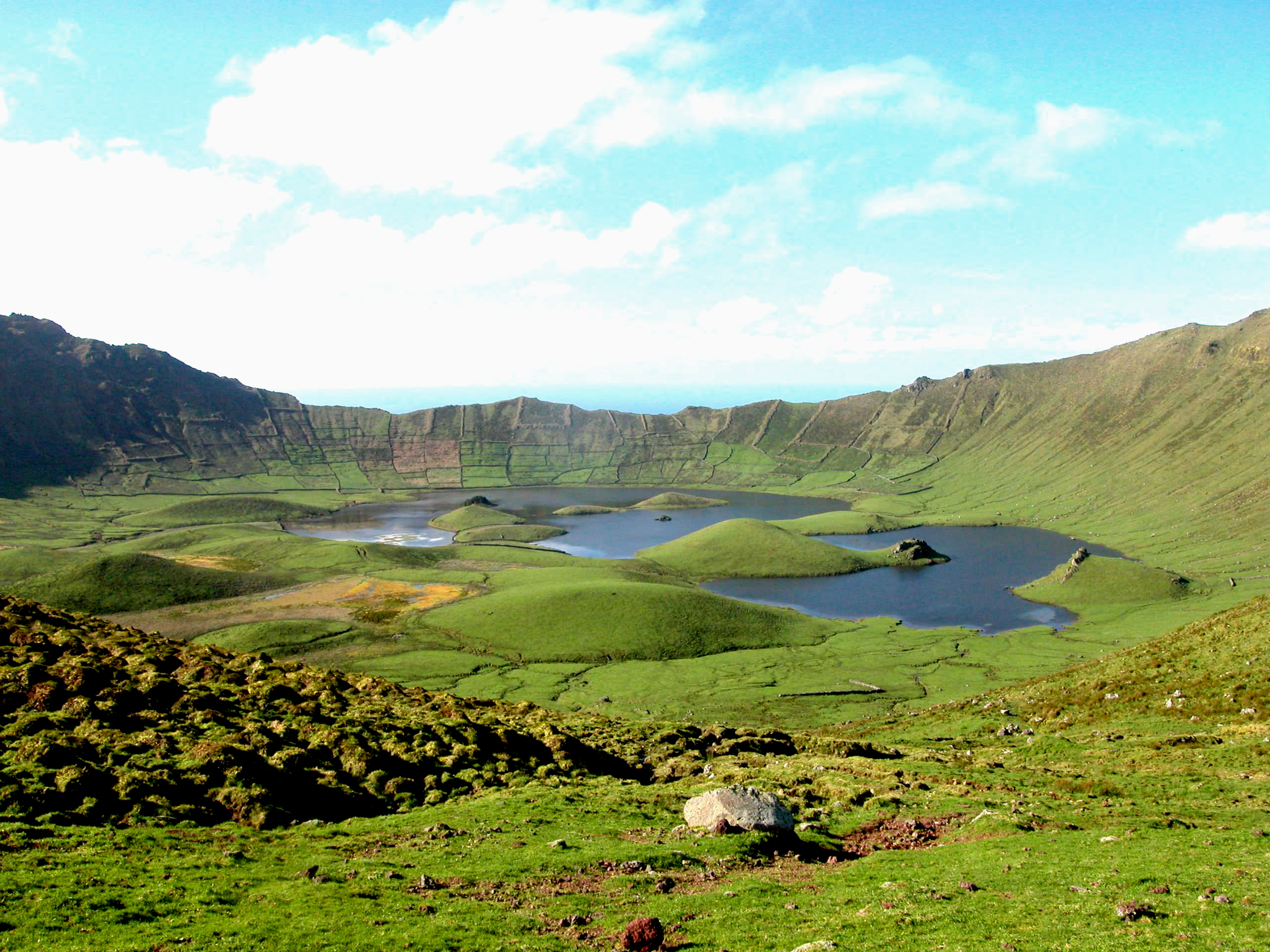
Lagoa do Caldeirão na ostrově Corvo
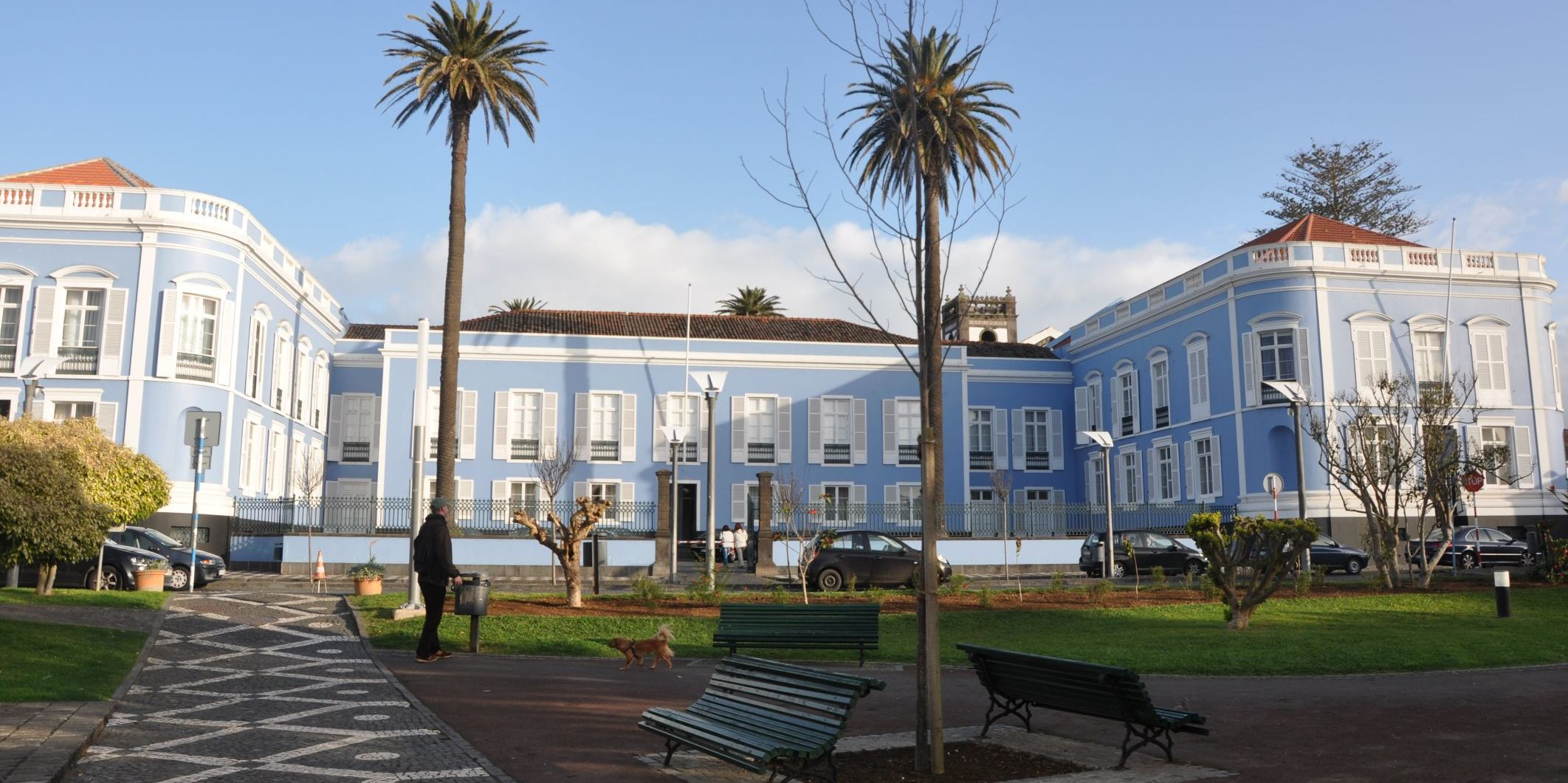
Palác Conceição – sídlo azorského kabinetu